# Naoki Mori (1977)
Naoki Mori (Saitama, 21 november 1977) is een voormalig Japans voetballer.

## Carrière
Naoki Mori speelde tussen 2000 en 2005 voor Cerezo Osaka en Mito HollyHock.